# Oxyodes clytia
Oxyodes clytia là một loài bướm đêm trong họ Noctuidae.